# Protea madiensis
Protea madiensis es una especie de arbusto perteneciente a la familia Proteaceae.  Es originaria de Sudáfrica.

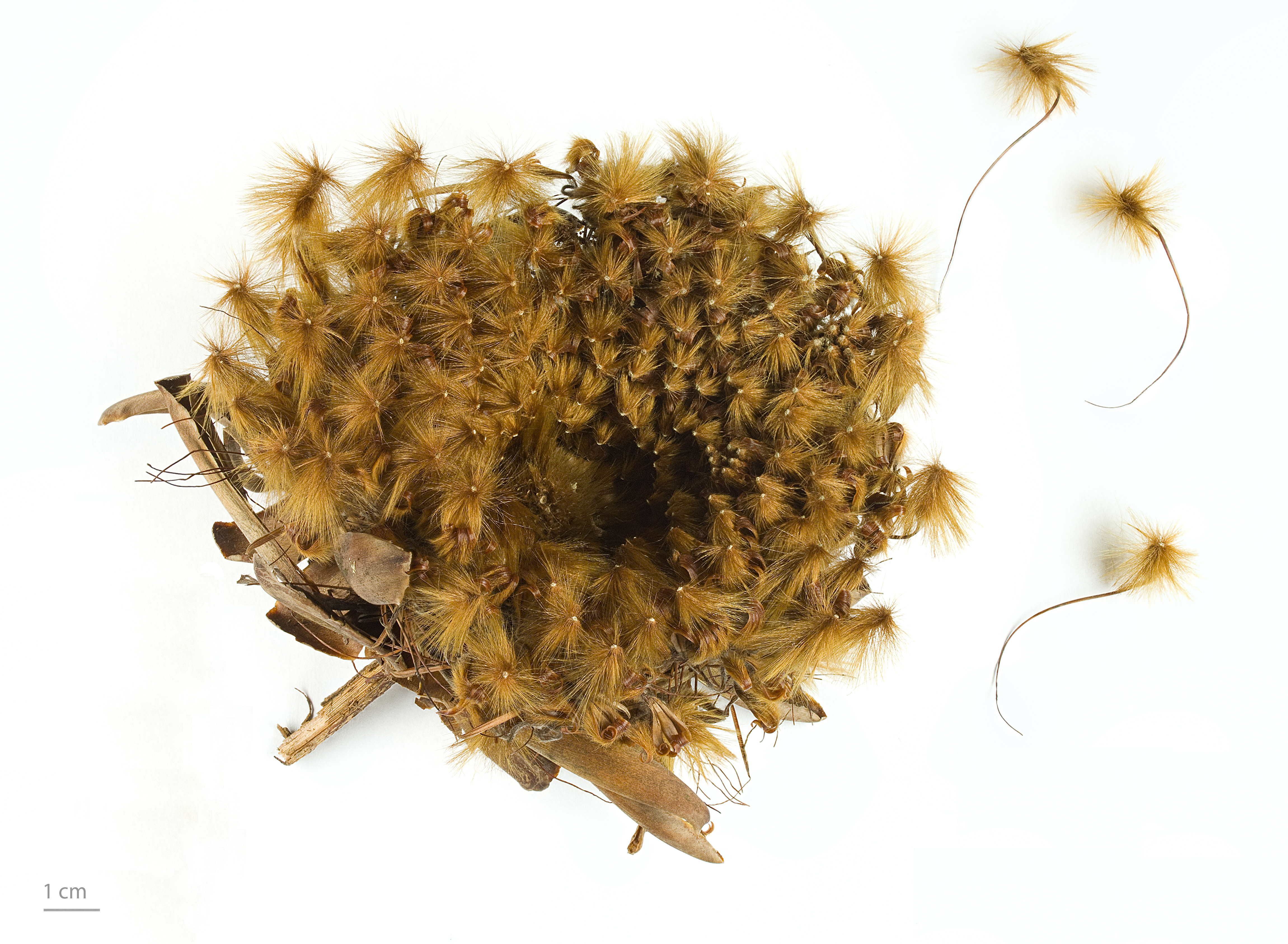
Semillas

## Descripción
Es un arbusto ramificado o árbol que alcanza un tamaño de 1-4 (-6) m de alto; el tallo principal con 12 cm de diámetro, de corteza gruesa, negra, fisurada; con ramas jóvenes pubescentes, convirtiéndose ± rojo glabra y oxidada.

## Ecología
Se encuentra en pastizales a una altitud de 1500-2280 metros; a veces en miombo, a 500-1500 m alt. (-1.900 M, Kenia; -2.100 m, Ruanda).

## Taxonomía
Protea madiensis fue descrito por Daniel Oliver (botánico) y publicado en Transactions of the Linnean Society of London, Botany 29: 143, t. 92. 1875.
Etimología
Protea: nombre genérico que fue creado en 1735 por Carlos Linneo en honor al dios de la mitología griega Proteo que podía cambiar de forma a voluntad, dado que las proteas tienen muchas formas diferentes. 
madiensis: epíteto
Variedades aceptadas
- Protea madiensis subsp. occidentalis (Beard) Chisumpa & Brummitt
- Protea madiensis var. pilosa (Engl.) Peter

Sinonimia
- Protea argyrophaea Hutch.
- Protea elliottii C.H.Wright
- Protea elliottii var. angustifolia Keay
- Protea madiensis var. elliottii (C.H.Wright) Beard
- Protea madiensis subsp. madiensis[3]